# OHSAS 18000
OHSAS 18000 – это серия стандартов, содержащих требования и руководящие указания к разработке и внедрению систем менеджмента промышленной безопасности и охраны труда (СМПБиОТ), применение которых обеспечивает возможность организации управлять рисками в системе менеджмента и повышать эффективность её функционирования. Требования стандартов относятся именно к безопасности труда, а не безопасности продукции или услуг компании.

## Стандарты, входящие в серию
Серия стандартов OHSAS 18000 объединяет два стандарта:
- OHSAS 18001:2007 [3] — Система менеджмента профессиональной безопасности и здоровья. Требования.
- OHSAS 18002:2008[4] — Руководство по применению OHSAS 18001. В данном стандарте цитируются требования OHSAS 18001, которые дополняются соответствующими руководящими указаниями.

С 01.01.2013 вступил в силу ГОСТ Р 54934-2012/OHSAS 18001:2007  "Системы менеджмента безопасности труда и охраны здоровья. Требования", являющийся идентичным стандарту OHSAS 18001:2007 (утвержден Приказом Федерального агентства по техническому регулированию и метрологии от 06.07.2012 № 154-ст). Текст стандарта можно посмотреть на сайте Росстандарта  Сертификация системы менеджмента может проводиться как по международному стандарту OHSAS 18001, так и по идентичному ему национальному стандарту ГОСТ Р 54934-2012/OHSAS 18001:2007.
С 01.04.2021 г. ГОСТ Р 54934-2012/OHSAS 18001:2007 прекратил действие, заменяющий документ — ГОСТ Р ИСО 45001-2020 «Системы менеджмента безопасности труда и охраны здоровья. Требования и руководство по применению».
Также на территории Российской Федерации действует ГОСТ 12.0.230-2007 "ССБТ. Системы управления охраной труда. Общие требования", введен в действие на территории РФ с 01.07.2009 г. взамен ГОСТ Р 12.0.006-2002 «ССБТ.Общие требования к управлению охраной труда в организации» (Приказ Федерального агентства по техническому регулированию и метрологии от 10 июля 2007 г. N 169-ст).

## Область применения стандартов
Требования стандарта OHSAS 18001:2007 применимы к любой организации, которая хочет разработать систему менеджмента OH&S для устранения или минимизации рисков для персонала или других заинтересованных сторон, которые могут подвергаться опасностям в области OH&S, связанными с осуществляемыми организацией видами деятельности.
Выделяют следующие цели внедрения требований стандартов организациями:
- разработать, внедрить, поддерживать и улучшать систему менеджмента ОH&S
- внедрить официальную процедуру, обеспечивающую сокращение рисков для здоровья и безопасности работников, клиентов и общественности
- убедиться в своем соответствии установленной политике ОH&S
- продемонстрировать своё соответствие требованиям стандарта заинтересованным сторонам;
- сертифицировать или зарегистрировать свою систему менеджмента ОH&S внешними организациями;
- выполнить самооценку и декларировать своё соответствие настоящей спецификации OHSAS.

Внедрение требований стандарта и сертификация СМПБиОТ на соответствие данным требованиям являются добровольными, однако наличие сертификата соответствия может быть обязательным требованием заказчика при проведении тендера.
Сертификат соответствия требованиям стандарта выдается на 3 года, при этом ежегодно проводится инспекционный контроль (надзорный аудит) для подтверждения соответствия системы менеджмента охраны здоровья и обеспечения безопасности труда требованиям стандарта.
Назначение стандарта
- Минимизация рисков возникновения несчастных случаев, аварий и аварийных ситуаций;
- Сокращение издержек на поддержание безопасности условий труда, выплат компенсаций и пособий, уплаты штрафов;
- Сокращение издержек на выполнение предписаний надзорных органов в области охраны труда и т.д.

## История разработки стандарта
Потребность в выработке единых требований к системам управления охраной труда, на основании которых можно было бы проводить оценку и сертификацию СМПБиОТ, возникла в среде организаций по стандартизации,  институтов промышленной безопасности, индустриальных союзов и органов по сертификации и среди промышленности. По всему миру организации начинали осознавать потребность в улучшении своей деятельности в области охраны здоровья и безопасности персонала через создание соответствующей системы менеджмента (OHSMS — Occupational Health and Safety Management System).
Однако до 1999 года существовала проблема, связанная с отсутствием признаваемого международным сообществом стандарта на СМПБиОТ. Существовало множество национальных стандартов с соответствующими схемами сертификации, что способствовало созданию торговых барьеров и подрывало доверие к каждой отдельной схеме сертификации.
В 1999 году, в ответ на эту проблему, Британским Институтом Стандартов была опубликована спецификация OHSAS 18001 «Occupational Health and Safety Management Systems — Specifications».
В 2007 году первая спецификация OHSAS 18001:1999 была технически пересмотрена и была выпущена новая версия документа, которая, на этот раз, получила статус стандарта OHSAS 18001:2007. В 2008 году были выпущены руководящие указания по внедрению требований данного стандарта OHSAS 18002:2008.
В предисловии к документу указано, что он разработан "в ответ на настоятельные запросы потребителей о признаваемом стандарте на системы менеджмента охраны здоровья и обеспечения безопасности труда, на соответствие которому можно было бы оценивать и сертифицировать их системы менеджмента, а также на запросы о руководящих указаниях по внедрению такого стандарта".
Хотя данный стандарт не разработан Международной организацией по стандартизации ISO и фактически не является международным, его требования полностью совместимы с требованиями таких стандартов ISO, как ISO 9001 и ISO 14001.

## Основные разделы стандарта
1. Область применения
2. Ссылочные публикации
3. Термины и определения
4. Требования к системе менеджмента OH&S

- Общие требования
- Политика в области OH&S
- Планирование
- Внедрение и функционирование
- Проведение проверок
- Анализ со стороны руководства

## Конкурентные преимущества внедрения OHSAS 18001
- Повышение эффективности бизнеса, снижение непроизводственных потерь;
- Снижение непредвиденных расходов на ликвидацию последствий аварий и инцидентов;
- Снижение расходов на уплату штрафов и реализацию предписаний;
- Снижение рисков аварий, аварийных ситуаций, несчастных случаев;
- Повышение лояльности надзорных органов;
- Повышение лояльности общественных организаций;
- Повышение лояльности сотрудников организации;
- Возможность привлечения ценных специалистов;
- Преимущества в тендерах, конкурсах;
- Выполнение условий получения заказа;
- Повышение инвестиционной привлекательности;
- Повышение имиджа компании как социально ориентированной;
- Высвобождение высшего руководства для принятия стратегических решений;
- Повышение вероятности успешной реализации бизнес-планов, достижения целей.